# Elasticitet

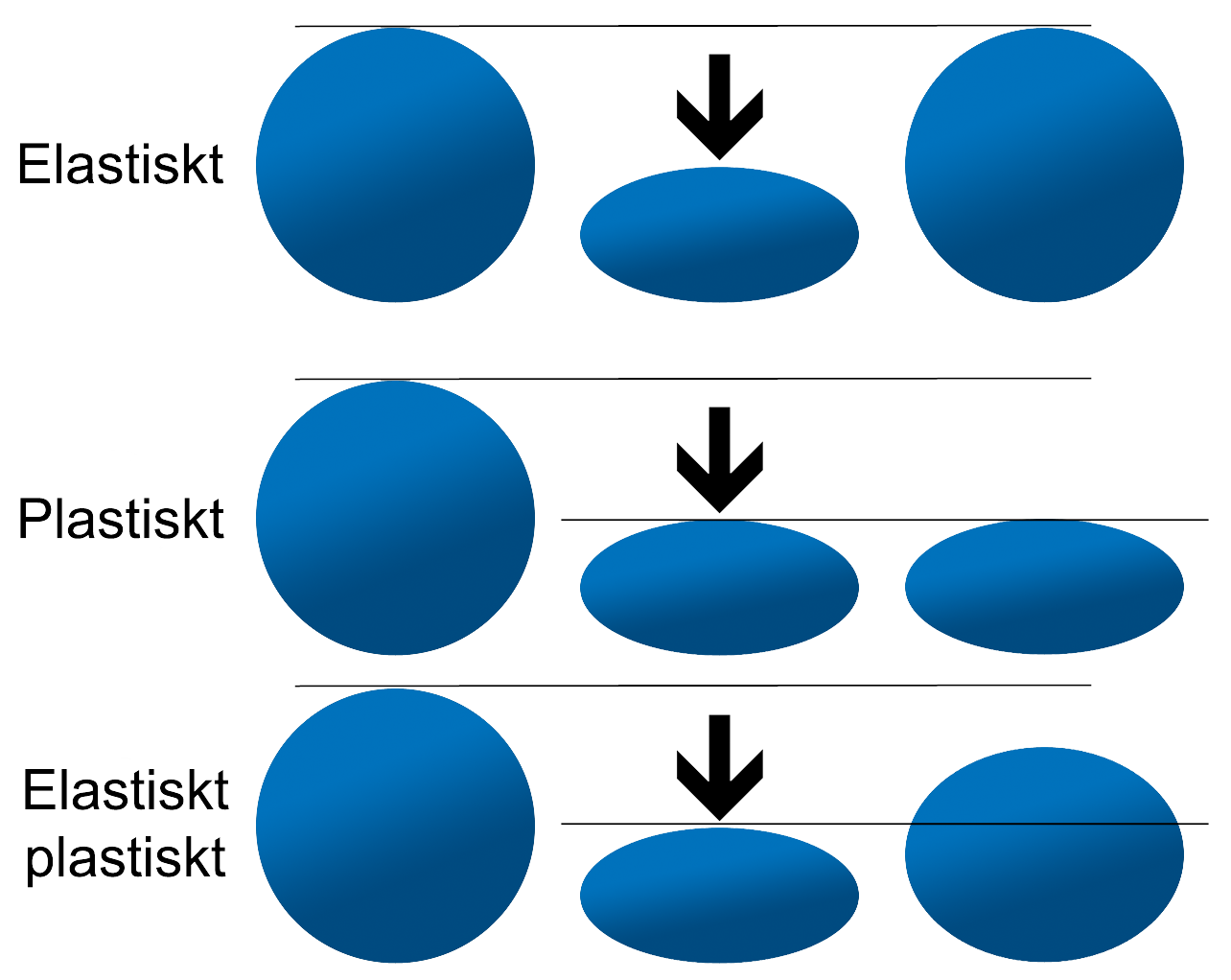
Elasticiteten hos tre olika kroppar. Kropparna är i fallande ordning, elastisk, plastisk och elastiskt plastiskt.

Elasticitet är ett materials benägenhet att vid belastning deformeras på så sätt att den deformerande energin omvandlas till potentiell energi. När belastningen upphör återgår ett elastiskt material till sitt viloläge, och den potentiella energin omvandlas tillbaka till rörelseenergi.
Motsatsen är plasticitet, som innebär att den deformerande energin genom inre friktion omvandlas till värme. Ett elastiskt material blir plastiskt om det belastas över en viss gräns (sträckgränsen) som är olika för olika material.
De fysiska orsakerna till elastiskt beteende kan vara ganska olika för olika material. I metaller ändrar atomgittret storlek och form när krafter appliceras (energi tillförs systemet). När krafter avlägsnas går gittret tillbaka till det ursprungliga lägre energitillståndet. För gummin och andra polymerer orsakas elasticiteten av att polymerkedjorna töjs när krafter appliceras.
Hookes lag säger att kraften som krävs för att deformera elastiska föremål ska vara direkt proportionell mot deformationsavståndet, oavsett hur stort det avståndet blir. Detta är känt som perfekt elasticitet, där ett givet föremål kommer att återgå till sin ursprungliga form oavsett hur kraftigt det deformeras. Detta är bara ett idealiskt koncept, eftersom de flesta material som har elasticitet i praktiken förblir rent elastiska endast upp till mycket små deformationer; därefter uppstår plastisk (permanent) deformation.
Inom teknik kvantifieras elasticiteten hos ett material av elasticitetsmodulen såsom Youngs modul, bulkmodul eller skjuvmodul som mäter mängden spänning som behövs för att uppnå en töjningsenhet. En högre modul anger att materialet är svårare att deformera. SI-enheten för denna modul är pascal (Pa). Materialets elasticitetsgräns eller sträckgräns är den maximala spänning som kan uppstå innan plastisk deformation börjar. Dess SI-enhet är också pascal (Pa).  

## Översikt
När ett elastiskt material deformeras på grund av en yttre kraft, upplever det inre motstånd mot deformationen och återställer det till sitt ursprungliga tillstånd om den yttre kraften inte längre appliceras. Det finns olika elasticitetsmoduler, såsom Youngs modul, skjuvmodulen och bulkmodulen, som alla är mått på de inneboende elastiska egenskaperna hos ett material som motstånd mot deformation under en applicerad belastning. De olika modulerna gäller för olika typer av deformation. Till exempel gäller Youngs modul för förlängning/kompression av en kropp, medan skjuvmodulen gäller för dess skjuvning. Youngs modul och skjuvmodulen gäller endast för fasta ämnen, medan bulkmodulen berör fasta ämnen, vätskor och gaser.
Materialens elasticitet beskrivs av en dragprovskurva, vilken visar sambandet mellan spänning (den genomsnittliga återställande inre kraften per ytenhet) och töjning (den relativa deformationen). Kurvan är i allmänhet olinjär, men den kan (genom att använda en Taylorserie) approximeras som linjär för tillräckligt små deformationer (där termer av högre ordning är försumbara). Om materialet är isotropt kallas det linjäriserade spännings-töjningsförhållandet Hookes lag, vilken ofta antas gälla upp till elasticitetsgränsen för de flesta metaller eller kristallina material. Däremot krävs i regel ickelinjära samband för att beskriva deformationer av gummiliknande material även om de uppträder elastiskt. För ännu högre spänningar uppvisar många material plastiskt beteende, det vill säga de deformeras irreversibelt och återgår inte till sin ursprungliga form efter att spänningen upphört att appliceras.
För gummiliknande material som elastomerer ökar lutningen på spännings-töjningskurvan med spänningen, vilket innebär att gummin successivt blir svårare att deformera, och blir styvare. För de flesta metaller minskar däremot gradienten vid mycket höga spänningar, vilket innebär att de blir gradvis lättare att deformera, och blir mjukare.
Elasticitet uppvisas inte endast hos fasta ämnen. Icke-newtonska vätskor, som viskoelastiska vätskor, uppvisar också elasticitet under vissa förhållanden kvantifierade av Deborahtalet. Som svar på en liten, snabbt applicerad och borttagen spänning, kan dessa vätskor deformeras och sedan återgå till sin ursprungliga form. Under större belastningar, eller belastningar som läggs på under längre tidsperioder, kan dessa vätskor börja flyta som en trögflytande vätska. 
Eftersom elasticiteten hos ett material beskrivs i enlighet med en spännings-töjningsrelation, är det viktigt att termerna spänning och töjning definieras entydigt.
Vanligtvis övervägs två typer av relationer. Den första typen handlar om material som är elastiska endast vid små påfrestningar. Den andra handlar om material som inte är begränsade till små spänningar. Det är klart att den andra typen av relation är mer generell i den meningen att den måste inkludera den första typen som ett specialfall.
För små töjningar är måttet på spänningen som används Cauchyspänningen, medan måttet på töjningen som används är den infinitesimala töjningstensorn. Det resulterande (förutspådda) materialbeteendet kallas linjär elasticitet, som (för isotropa medier) kallas den generaliserade Hookes lag. Cauchyelastiska material och hypoelastiska material är modeller som utökar Hookes lag för att medge möjligheten till stora rotationer, stora förvrängningar och inneboende eller inducerad anisotropi.
För mer generella situationer kan vilket som helst av ett antal spänningsmått användas. Det är i allmänhet önskvärt (men inte nödvändigt) att förhållandet elastisk spänning och töjning formuleras som ett ändligt töjningsmått som är arbetskonjugat till den valda spänningens mått. Det handlar om att tidsintegralen för den inre produkten av spänningsmåttet med hastigheten för töjningsmåttet bör vara lika med förändringen i intern energi för varje adiabatisk process som förblir under den elastiska gränsen.

## Enheter
SI-enheten för elasticitet och elasticitetsmodulen är pascal (Pa). Denna enhet definieras som kraft per ytenhet, i allmänhet ett mått på tryck, vilket inom mekanik motsvarar påkänning. Pascal, och därmed elasticiteten, har dimensionen L−1⋅M⋅T−2.
För de vanligaste tekniska materialen är elasticitetsmodulen på skalan av gigapascal (GPa, 109 Pa).

## Linjär elasticitet
Som nämnts ovan, för små deformationer, uppvisar de flesta elastiska material som fjädrar linjär elasticitet och kan beskrivas genom ett linjärt samband mellan spänningen och töjningen. Detta förhållande är känt som Hookes lag. En geometriberoende version av idén formulerades först av Robert Hooke 1675 som ett latinskt anagram, "ceiiinosssttuv". Han publicerade svaret 1678: " Ut tensio, sic vis " som betyder " Som förlängningen, så kraften", ett linjärt förhållande som vanligtvis kallas Hookes lag. Denna lag kan anges som ett samband mellan dragkraft F och motsvarande förlängningsförskjutning {\displaystyle x},
{\displaystyle F=kx,}
där k är en konstant känd som hastigheten eller fjäderkonstanten. Det kan också anges som ett samband mellan töjning {\displaystyle \sigma } och spänning {\displaystyle \sigma }:
{\displaystyle \sigma =E\varepsilon ,}
där E är känd som Youngs modul. Även om den allmänna proportionalitetskonstanten mellan spänning och töjning i tre dimensioner är en fjärde ordningens tensor som kallas styvhet, kan system som uppvisar symmetri, som en endimensionell stav, ofta reduceras till tillämpningar av Hookes lag.

## Faktorer som påverkar elasticiteten
I ett givet isotropiskt fast ämne, med känd teoretisk elasticitet för bulkmaterialet i enlighet med Youngs modul, kommer den effektiva elasticiteten att styras av porositeten. I allmänhet kommer ett mer poröst material att uppvisa lägre styvhet. Närmare bestämt ger andelen porer, deras fördelning i olika storlekar och typen av vätskan som de är fyllda med upphov till olika elastiska beteenden hos fasta ämnen.
För isotropa material som innehåller sprickor påverkar förekomsten av sprickor Young- och skjuvmodulerna vinkelrätt mot sprickornas plan. Dessa minskar (Youngs modul snabbare än skjuvmodulen) när spricktätheten ökar, vilket betyder att närvaron av sprickor gör kropparna sprödare. Mikroskopiskt styrs spännings-töjningsförhållandet mellan material i allmänhet av Helmholtz fria energi, en termodynamisk kvantitet. Molekyler sätter sig i den konfiguration som minimerar den fria energin, med förbehåll för begränsningar som härrör från deras struktur, och beroende på om energin eller entropitermen dominerar den fria energin kan material i stort sett klassificeras som energielastiska och entropilelastiska. Som sådana kan mikroskopiska faktorer som påverkar den fria energin, såsom jämviktsavståndet mellan molekyler, påverka materialens elasticitet. Exempelvis kan minskar bulkmodulen då minska oorganiska material, när jämviktsavståndet mellan molekylerna vid 0 K ökar. Temperaturens inverkan på elasticiteten är svår att isolera, eftersom det finns många faktorer som påverkar den. Till exempel är bulkmodulen för ett material beroende av formen på dess gitter, dess beteende under expansion, såväl som molekylernas vibrationer, vilka alla är beroende av temperaturen.